# Carl Gustav Guckelberger
Carl Gustav Guckelberger (Stuttgart, 1820 – próximo a Kassel, 9 de agosto de 1902) foi um químico alemão.

## Vida
Guckelsberger trabalhou em uma farmácia em Stuttgart, e começou a estudar química com Hermann von Fehling, também em Stuttgart, durante dois semestres. Recomendado por Fehling, Guckelsberger foi para o laboratório de Justus von Liebig na Universidade de Giessen, onde obteve um doutorado, com pesquisas relacionadas à oxidação da albumina e componentes relacionados.
Na década de 1850 começou a trabalhar em uma fábrica de papel próximo a Großalmerode, Werra-Meißner, onde foi diretor técnico. Mais tarde foi diretor de uma fábrica de soda; algumas fontes creditam a ele significativas melhorias na fabricação da soda, enquanto outras contestam isto, dando mais crédito a seu assistente Ludwig Mond.
Participou do Congresso de Karlsruhe de 1860. Guckelberger aposentou-se em 1867 e morou próximo a Kassel durante o resto de sua vida.